# المدرسة الوطنية للعلوم التطبيقية بالجديدة
المدرسة الوطنية للعلوم التطبيقية بالجديدة وتعرف اختصارا ب ENSAJ هي مدرسة عمومية، وكذلك عضو في شبكة المدارس الوطنية للعلوم التطبيقية بالمغرب، افتتحت أبوابها لأول مرة سنة 2008، كان ذلك قبل حوالي 9 سنوات من الآن، ويتميز التكوين بها بتطبيق نظام بيداغوجي قائم على وحدات دراسية تنظم خلال فصول دراسية وبالانفتاح على الوسط الصناعي ثم التكنولوجي والاقتصادي كذلك.
تستغرق مدة الدراسة في هذه الكلية خمسة سنوات بالنسبة لحاملي البكالوريا، حيث يحرز الطالب بعدها دبلوم أو شهادة تحت مسمى مهندس دولة.

## شروط الترشيح
يشترط في المرشح لولوج السنة الأولى بالمدارس الوطنية للعلوم التطبيقية عامة، أن يكون مسجلا بالسنة النهائية من سلك البكالوريا في شعبة العلوم الرياضية أو العلوم التجريبية (بمسالكها الثلاث، علوم الحياة والأرض؛ علوم زراعية وعلوم فزيائية) أو العلوم والتكنولوجيات.

## مباراة الولوج
مباراة الولوج هي عينها في كل المدارس الوطنية للعلوم التطبيقية بما فيهم المدرسة الوطنية للعلوم التطبيقية الخاصة بمدينة الجديدة، وللولوج إليها يجب اجتياز:
- الانتقاء التمهيدي: وذلك يتم بناء على النقط المحصل عليها في امتحانات البكالوريا.
- اختبار كتابي: ويتم على شكل استمارة متعددة الاختيارات (QCM) والذي ينظم بالنسبة للمرشحين المقبولين في الانتقاء.

## التكوينات المتوفرة
تستغرق الدراسة بالمدارس الوطنية للعلوم التطبيقية خمس سنوات ( 10 فصول ) تتوج بإحراز الطالب على دبلوم مهندس الدولة، وينظم التكوين في سلكين متتالين:
- السلك التحضيري المدمج: حيث تستغرق به الدراسة مدة سنتين (4 فصول ) بعد البكالوريا ويرتكز التكوين خلالها على المجال العلمي الأساسي وتقنيات التعبير، التواصل وكذلك مجال الإعلاميات.
- سلك المهندسين: حيث تستغرق الدراسة به ثلاث سنوات ( 6 فصول ) بعد السلك التحضيري المدمج و يرتكز التكوين بالإضافة إلى المجال العلمي والتقني الأساسي على تلقين مجموعة من المعارف والكفيات المتعلقة بتدبير المشاريع من جهة ثم تدبير المقاولات واللغات والإعلام دون نسيان قضية التواصل.[1]

## اقرأ أيضا
- المدرسة الوطنية للعلوم التطبيقية بفاس
- المدرسة الوطنية للعلوم التطبيقية بالحسيمة
- المدرسة الوطنية للعلوم التطبيقية بأكادير
- شبكة المدارس الوطنية للعلوم التطبيقية بالمغرب